# Atelopteryx compsoceroides
Atelopteryx compsoceroides är en skalbaggsart som beskrevs av Lacordaire 1869. Atelopteryx compsoceroides ingår i släktet Atelopteryx och familjen långhorningar.
Artens utbredningsområde är Paraguay. Inga underarter finns listade.